# Philip Mirowski
Philip Mirowski, né le 21 août 1951 à Jackson (Michigan), est un historien et philosophe américain de la pensée économique. Il enseigne à l'université Notre-Dame-du-Lac, à South Bend, en Indiana. 
Il a reçu un PhD en Économie de l'université du Michigan en 1979.

## Biographie
Dans son livre More Heat than Light (Plus de chaleur que de lumière), Mirowski relate l'histoire de la façon dont la physique s'est inspirée de l'économie, et comment l'économie a cherché à imiter la physique, en particulier à l'égard de la théorie de la valeur. Il retrace le développement du concept de l'énergie dans la physique occidentale et de ses effets subséquents sur l'invention et la promulgation de l'économie néo-classique, la théorie moderne orthodoxe de l'économie.
Dans son livre Machine Dreams (Rêves de Machine), Mirowski explore les influences historiques de l'armée et des sciences cybernétiques (Cyborg sciences) sur l'économie néoclassique. Les Cyborg sciences se sont développées en parallèle avec l'informatique, du fait de la réflexion sur les interactions entre humanité et machines. Elles ont fait tomber la distinction entre nature et société, alors que les modèles de l'un commençaient à ressembler à l'autre, et entre la réalité et simulation.
Les simulations de Monte Carlo adoptées pendant le projet de bombe atomique pendant la guerre pour gérer l'incertain dans les données, par exemple, ont ouvert un éventail d'expériences possibles pour explorer la logique de systèmes complexes, discerner des méthodes à travers l'incertain et des formes d'ordre dans le chaos. Le terme cyborg a été utilisé seulement à partir des années 1960 pour désigner les humains avec des améliorations artificielles et technologiques.
L'influence négligée de John von Neumann et de sa théorie des automates sont des thèmes-clés tout au long du livre. Mirowski affirme que nombre des développements de l'économie néo-classique du XXe siècle, de la théorie des jeux à l'économie informatique, sont le résultat inaperçu des plans de von Neumann pour l'économie. L'ouvrage développe la vision de Mirowski d'une économie informatique (computational economics), dans laquelle plusieurs types de marché sont construits de manière similaire à la Grammaire générative de Noam Chomsky. Le rôle de l'économie est d'explorer comment les différents types de marché sont performants en matière de complexité et d'efficacité, certains marchés plus complexes pouvant incorporer les effets de ceux moins complexes. Par complexité, Mirowski entend quelque-chose d'analogue à la théorie de la complexité dans les sciences de l'informatique.
Dans son livre Never Let A Serious Crisis Go to Waste (Ne laissez jamais une crise sérieuse être gâchée), Mirowski conclut que la pensée néolibérale est devenue si persuasive que tout élément de preuve contraire ne sert qu'à convaincre davantage ses disciples de sa vérité ultime. Une fois que le néolibéralisme est devenu une Théorie du tout (Theory of Everything), offrant un récit révolutionnaire de lui-même, de la connaissance, de l'information, des marchés, et du gouvernement, il ne peut plus désormais être falsifié par quelque-chose d'aussi trivial que des données de l'économie réelle.

## Œuvres
- More Heat than Light: Economics as Social Physics, Physics as Nature's Economics, Cambridge University Press, 1989  (ISBN 0-521-42689-8)
- Machine Dreams: Economics Becomes a Cyborg Science, Cambridge University Press, 2001  (ISBN 0-521-77526-4)
- Never Let a Serious Crisis Go to Waste: How Neoliberalism Survived the Financial, Meltdown Verso, 2013  (ISBN 9781781680797)